# The Night
The Night é o quinto e último álbum de estúdio da banda Morphine. Foi completado pouco antes da morte súbita do vocalista e baixista, Mark Sandman em 1999. Foi lançado pela editora Dream Works em 2000. No dia de lançamento do álbum foi distribuído um single com uma entrevista da banda e a música "Come In Houston". Considerado por muitos como o álbum mais inovador do grupo, contendo pela primeira vez coros femininos, violino, trombone, violoncelo entre outros instrumentos.

## Faixas
Lista de faixas:
| N.º            | Título                         | Compositor(es) | Duração |  |
| 1.             | "The Night"                    | Mark Sandman   | 4:48    |  |
| 2.             | "So Many Ways"                 | Mark Sandman   | 4:01    |  |
| 3.             | "Souvenir"                     | Mark Sandman   | 4:40    |  |
| 4.             | "Top Floor, Bottom Buzzer"     | Mark Sandman   | 5:43    |  |
| 5.             | "Like a Mirror"                | Mark Sandman   | 5:26    |  |
| 6.             | "A Good Woman Is Hard to Find" | Mark Sandman   | 4:14    |  |
| 7.             | "Rope on Fire"                 | Mark Sandman   | 5:36    |  |
| 8.             | "I'm Yours, You're Mine"       | Mark Sandman   | 3:46    |  |
| 9.             | "The Way We Met"               | Mark Sandman   | 2:59    |  |
| 10.            | "Slow Numbers"                 | Mark Sandman   | 3:58    |  |
| 11.            | "Take Me With You"             | Mark Sandman   | 4:53    |  |
| Duração total: | Duração total:                 | Duração total: | 50:04   |  |

"Top Floor, Bottom Buzzer" com John Medeski no teclado.

## Créditos
- Dana Colley - saxofones
- Mark Sandman - baixos, voz, teclado, guitarras
- Billy Conway - bateria e percussão